# Тодор Попйорданов
Тодор Попйорданов е български просветен деец и революционер, член на Македонската младежка тайна революционна организация.

## Биография
Тодор Попйорданов е роден през февруари 1904 година в град Кочани, тогава в Османската империя, днес в Северна Македония, във видно българско семейство. Получава основно образование в родния си град, а прогимназия и гимназия завършва в Щип. Получава югославска кралска стипендия и следва медицина в Белград. 
Влиза в ММТРО през 1925 година. В организацията работи като главен петар (водач на ръководната петорка) за Кочани. Възползва се от възможността да организира студентски дружества към организацията в Белград, Загреб и Любляна. Заловен и разпитван от Жика Лазич, но освободен решава да сложи край на живота си преди да бъде разпитван отново и инквизиран. Самоубива се като се хвърля под влака Белград - Земун на 27 юни 1927 година.